# Richard King (futbolista)
Richard King (Clarendon, 27 de noviembre de 2001) es un futbolista jamaicano que juega como defensa en el St. Mirren F. C. de la Scottish Premiership.

## Selección nacional
Debutó en la selección de Jamaica en un amistoso frente a Perú el 20 de enero de 2022. En junio de 2024 King formó parte de los 26 nombres de Jamaica para la Copa América 2024.

### Participaciones en Copas América
| Torneo            | Sede           | Resultado    | Partidos | Goles |
| ----------------- | -------------- | ------------ | -------- | ----- |
| Copa América 2024 | Estados Unidos | Primera fase | 1        | 0     |

## Palmarés

### Torneos nacionales
| Título                | Equipo         | Sede    | Año     |
| --------------------- | -------------- | ------- | ------- |
| Liga Premier Nacional | Cavalier F. C. | Jamaica | 2020-21 |
| Liga Premier Nacional | Cavalier F. C. | Jamaica | 2023-24 |

### Torneos internacionales
| Título                           | Equipo         | Sede     | Año  |
| -------------------------------- | -------------- | -------- | ---- |
| Copa Caribeña de Clubes Concacaf | Cavalier F. C. | Santiago | 2024 |